# A spasso con Willy
A spasso con Willy (Terra Willy - Planète Inconnue) è un film d'animazione francese del 2019, diretto da Éric Tosti.

## Trama
Quando la sua nave spaziale viene distrutta, il giovane Willy atterra su un pianeta selvaggio e inesplorato, dove incontra il robot Buck e deve sopravvivere fino all'arrivo dei soccorsi.

## Produzione
Il film è stato prodotto dalla TAT productions, ed è costato 6 milioni di euro di budget.

## Distribuzione
Il film è stato distribuito il 18 aprile 2019 in Italia.

## Accoglienza

### Incassi
Il film ha incassato poco più di 4,3 milioni di dollari, di cui poco più di 1,2 in Italia.